# Josef Laubinger

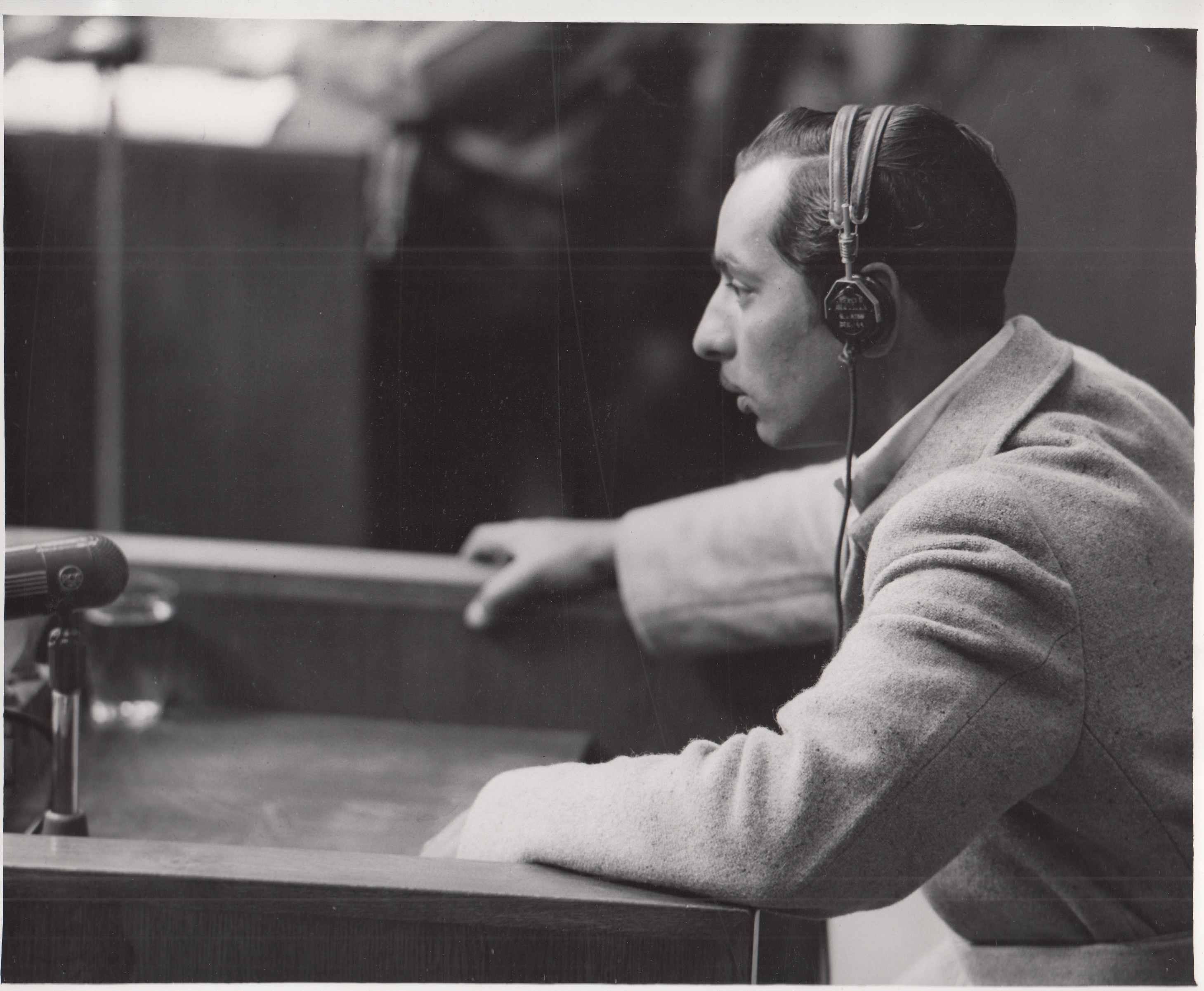
Josef Laubinger als Zeuge im Nürnberger Ärzteprozess 1947.

Der Sinto und Schausteller Josef Laubinger (* 15. Juni 1921 in Berghaupten; † 26. Mai 1994) war ein Überlebender des Porajmos. Er sagte als Zeuge und Opfer der Meerwasserversuche beim Nürnberger Ärzteprozess aus.

## Leben
Laubinger ging in Minden zur Schule. Er wurde im März 1943 verhaftet und über die Gefängnisse in Heilbronn und Stuttgart ins „Zigeunerlager Auschwitz“ deportiert und mit der Häftlingsnummer Z 9358 tätowiert und registriert.
Von Auschwitz wurde er über das KZ Buchenwald ins KZ Dachau weiterdeportiert, wo er eine unfreiwillige Versuchsperson der Meerwasserversuche wurde. Nach Ende der Versuche kam er in ein Arbeitskommando des KZ Dachau.

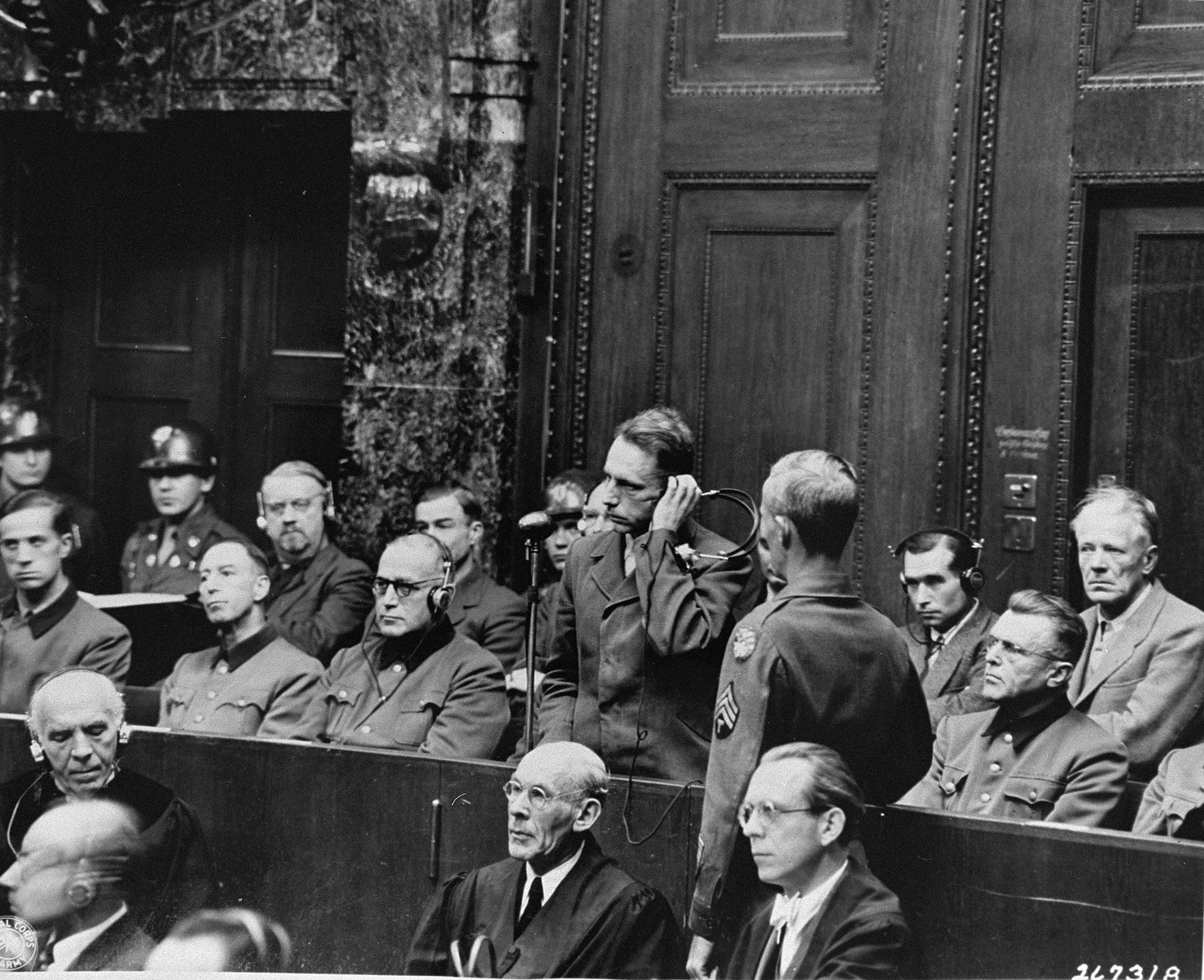
Nürnberger Ärzteprozess: Wilhelm Beiglböck bekennt sich „Nicht schuldig“

Am 27. Juni 1947 sagte er beim Nürnberger Ärzteprozess im Fall Wilhelm Beiglböck (Meerwasserversuche) als Zeuge der Anklage aus und wurde dabei vom Ankläger Alexander Hardy und dem Verteidiger Gustav Steinbauer verhört.